# NGC 1679
NGC 1679 (другие обозначения — ESO 422-1, MCG -5-12-4, UGCA 96, AM 0448-320, IRAS04480-3203, PGC 16120) — галактика, относящаяся к  магеллановым спиральным галактикам в созвездии Резец. 
Это одна их крупнейших представителей галактик с единственным спиральным рукавом. 
Поблизости с галактикой есть еще несколько соседей и объект является ярчайшей, но не крупнейшей галактикой в группе. Вероятно, взаимодействие с соседями привело к вспашке звездообразования и появлению активного ядра с сильным излучением эмиссионных линий. NGC 1679 классифицируются как галактика типа LINER. 
Этот объект входит в число перечисленных в оригинальной редакции «Нового общего каталога».